# Reggie Miller
Reginald Wayne Miller (* 24. August 1965 in Riverside, Kalifornien) ist ein ehemaliger US-amerikanischer Basketballspieler, der seine gesamte Profikarriere (1987–2005) bei den Indiana Pacers in der NBA aktiv war. Mit den Pacers wurde Miller unter anderem fünfmal All-Star.
Der 2,01 Meter große Shooting Guard gilt als einer der besten Distanzschützen der NBA-Geschichte und ist vierter auf der Liste der Spieler mit den meisten verwandelten Dreipunktewürfen. Im September 2012 wurde Miller in die Naismith Memorial Basketball Hall of Fame aufgenommen.

## Karriere
Miller war bekannt für seine Nervenstärke und seine Leistungen in der Crunch-Time, sowie für die Fähigkeit, ein Spiel in kritischen Situationen allein entscheiden zu können.
Im Laufe seiner 18-jährigen Karriere erzielte er 25.279 Punkte (18,2 Punkte pro Spiel), womit er der erfolgreichste Scorer in der Geschichte der Indiana Pacers ist (bei einer Trefferquote von 47,1 Prozent aus dem Feld, 39,5 Prozent von der Dreier- und 88,8 Prozent von der Freiwurflinie). Miller hielt bis zum 10. Februar 2011 mit 2.560 erzielten Dreipunktewürfen in seiner Karriere einen NBA-Rekord, als er von Ray Allen übertrumpft wurde.
Miller wurde fünfmal zum NBA All-Star und dreimal in das All-NBA Third Team gewählt und erreichte im Jahr 2000 die NBA Finals mit den Pacers. Im Jahr 2004 wurde Miller mit dem J. Walter Kennedy Citizenship Award für soziales Engagement ausgezeichnet. Bereits sieben Jahre nach seinem Karriereende wurde er in die Hall of Fame aufgenommen.
Nach Ende seiner Profikarriere begann Miller seine Tätigkeit als Sportkommentator und kommentiert seit 2005 für den US-Sender TNT Basketballspiele. Im Jahr 2006 wurde Millers Trikotnummer 31 von den Pacers zurückgezogen und wird nicht mehr vom Team vergeben.
Millers Schwester Cheryl war ebenfalls eine sehr erfolgreiche Profi-Basketballspielerin.

## Erfolge und Auszeichnungen
- 5× NBA All-Star: 1990, 1995, 1996, 1998, 2000
- 3× All-NBA Third Team: 1995, 1996, 1998
- Gold-Medaille bei den Olympischen Spielen 1996 in Atlanta
- Gold-Medaille bei der Basketballweltmeisterschaft 1994 in Kanada
- Trikotnummer 31 wird von den Indiana Pacers und von den UCLA Bruins nicht mehr vergeben
- J. Walter Kennedy Citizenship Award 2004

## Statistiken

### NBA

#### Hauptrunde
| Saison   | Team     | GP   | GS   | MPG  | FG % | 3P % | FT %  | RPG | APG | SPG | BPG | PPG  |
| -------- | -------- | ---- | ---- | ---- | ---- | ---- | ----- | --- | --- | --- | --- | ---- |
| 1987–88  | Indiana  | 82   | 1    | 22.4 | .488 | .355 | .801  | 2.3 | 1.6 | 0.6 | 0.2 | 10.0 |
| 1988–89  | Indiana  | 74   | 70   | 34.3 | .479 | .402 | .844  | 3.9 | 3.1 | 1.3 | 0.4 | 16.0 |
| 1989–90  | Indiana  | 82   | 82   | 38.9 | .514 | .414 | .868  | 3.6 | 3.8 | 1.3 | 0.2 | 24.6 |
| 1990–91  | Indiana  | 82   | 82   | 36.2 | .512 | .348 | .918* | 3.4 | 4.0 | 1.3 | 0.2 | 22.6 |
| 1991–92  | Indiana  | 82   | 82   | 38.0 | .501 | .378 | .858  | 3.9 | 3.8 | 1.3 | 0.3 | 20.7 |
| 1992–93  | Indiana  | 82   | 82   | 36.0 | .479 | .399 | .880  | 3.1 | 3.2 | 1.5 | 0.3 | 21.2 |
| 1993–94  | Indiana  | 79   | 79   | 33.4 | .503 | .421 | .908  | 2.7 | 3.1 | 1.5 | 0.3 | 19.9 |
| 1994–95  | Indiana  | 81   | 81   | 32.9 | .462 | .415 | .897  | 2.6 | 3.0 | 1.2 | 0.2 | 19.6 |
| 1995–96  | Indiana  | 76   | 76   | 34.5 | .473 | .410 | .863  | 2.8 | 3.3 | 1.0 | 0.2 | 21.1 |
| 1996–97  | Indiana  | 81   | 81   | 36.6 | .444 | .427 | .880  | 3.5 | 3.4 | 0.9 | 0.3 | 21.6 |
| 1997–98  | Indiana  | 81   | 81   | 34.5 | .477 | .429 | .868  | 2.9 | 2.1 | 1.0 | 0.1 | 19.5 |
| 1998–99  | Indiana  | 50   | 50   | 35.7 | .438 | .385 | .915* | 2.7 | 2.2 | 0.7 | 0.2 | 18.4 |
| 1999–00  | Indiana  | 81   | 81   | 36.9 | .448 | .408 | .919  | 3.0 | 2.3 | 1.0 | 0.3 | 18.1 |
| 2000–01  | Indiana  | 81   | 81   | 39.3 | .440 | .366 | .928* | 3.5 | 3.2 | 1.0 | 0.2 | 18.9 |
| 2001–02  | Indiana  | 79   | 79   | 36.6 | .453 | .406 | .911* | 2.8 | 3.2 | 1.1 | 0.1 | 16.5 |
| 2002–03  | Indiana  | 70   | 70   | 30.2 | .441 | .355 | .900  | 2.5 | 2.4 | 0.9 | 0.1 | 12.6 |
| 2003–04  | Indiana  | 80   | 80   | 28.2 | .438 | .401 | .885  | 2.4 | 3.1 | 0.8 | 0.1 | 10.0 |
| 2004–05  | Indiana  | 66   | 66   | 31.9 | .437 | .322 | .933* | 2.4 | 2.2 | 0.8 | 0.1 | 14.8 |
| Gesamt   | Gesamt   | 1389 | 1304 | 34.3 | .471 | .395 | .888  | 3.0 | 3.0 | 1.1 | 0.2 | 18.2 |
| All-Star | All-Star | 5    | 1    | 19.2 | .457 | .263 | .750  | 1.0 | 2.0 | 1.0 | 0.2 | 8.0  |

#### Playoffs
| Saison | Team    | GP  | GS  | MPG  | FG % | 3P % | FT % | RPG | APG | SPG | BPG | PPG  |
| ------ | ------- | --- | --- | ---- | ---- | ---- | ---- | --- | --- | --- | --- | ---- |
| 1990   | Indiana | 3   | 3   | 41.7 | .571 | .429 | .905 | 4.0 | 2.0 | 1.0 | 0.0 | 20.7 |
| 1991   | Indiana | 5   | 5   | 38.6 | .486 | .421 | .865 | 3.2 | 2.8 | 1.6 | 0.4 | 21.6 |
| 1992   | Indiana | 3   | 3   | 43.3 | .581 | .636 | .800 | 2.3 | 4.7 | 1.3 | 0.0 | 27.0 |
| 1993   | Indiana | 4   | 4   | 43.8 | .533 | .526 | .947 | 3.0 | 2.8 | 0.8 | 0.0 | 31.5 |
| 1994   | Indiana | 16  | 16  | 36.0 | .448 | .422 | .839 | 3.0 | 2.9 | 1.3 | 0.2 | 23.2 |
| 1995   | Indiana | 17  | 17  | 37.7 | .476 | .422 | .860 | 3.6 | 2.1 | 0.9 | 0.2 | 25.5 |
| 1996   | Indiana | 1   | 1   | 31.0 | .412 | .333 | .867 | 1.0 | 1.0 | 1.0 | 0.0 | 29.0 |
| 1998   | Indiana | 16  | 16  | 39.3 | .426 | .400 | .904 | 1.8 | 2.0 | 1.2 | 0.2 | 19.9 |
| 1999   | Indiana | 13  | 13  | 37.0 | .397 | .333 | .895 | 3.9 | 2.6 | 0.7 | 0.2 | 20.2 |
| 2000   | Indiana | 22  | 22  | 40.5 | .452 | .395 | .938 | 2.4 | 2.7 | 1.0 | 0.4 | 24.0 |
| 2001   | Indiana | 4   | 4   | 44.3 | .456 | .429 | .933 | 5.0 | 2.5 | 0.8 | 0.5 | 31.3 |
| 2002   | Indiana | 5   | 5   | 39.6 | .506 | .419 | .875 | 3.2 | 2.8 | 1.6 | 0.2 | 23.6 |
| 2003   | Indiana | 6   | 6   | 29.3 | .283 | .160 | .913 | 2.3 | 2.3 | 0.2 | 0.2 | 9.2  |
| 2004   | Indiana | 16  | 16  | 28.4 | .402 | .375 | .922 | 2.3 | 2.8 | 1.1 | 0.2 | 10.1 |
| 2005   | Indiana | 13  | 13  | 33.1 | .434 | .318 | .941 | 3.1 | 1.5 | 0.8 | 0.1 | 14.8 |
| Gesamt | Gesamt  | 144 | 144 | 36.9 | .449 | .390 | .893 | 2.9 | 2.5 | 1.0 | 0.2 | 20.6 |

Quelle